# Jeannot Ahoussou-Kouadio
Jeannot Ahoussou-Kouadio, né le 6 mars 1951 à Raviart, est un homme d'État ivoirien. Il est ministre d'État, conseiller spécial à la présidence de la République de Côte d'Ivoire du 03 Mai 2024 au 7 janvier 2025.
Il est Premier ministre du 13 mars 2012 au 14 novembre 2012. Dans son gouvernement, il conserve le portefeuille de la Justice qu'il détient depuis avril 2011. Il est président du Sénat d'avril 2018 à octobre 2023 et est le premier à occuper ce poste.

## Biographie
Ahoussou-Kouadio est né à Raviart, dans la sous-préfecture de Tie-N'Diekro. Avocat d'affaires de profession, il est membre de longue date du PDCI-RDA et a occupé divers postes au sein du parti. Il est nommé au Conseil économique et social de la Côte d'Ivoire en 1999 et élu à l'Assemblée nationale de la Côte d'Ivoire lors des élections législatives de décembre 2000, représentant les circonscriptions de Didievi et de Tie-N'Diekro. Lors du 11e congrès du PDCI-RDA tenu en 2002, il est nommé secrétaire général adjoint aux affaires juridiques.
Sous la présidence de Laurent Gbagbo, Ahoussou-Kouadio est nommé ministre de l'Industrie et de la Promotion du secteur privé le 5 août 2002, au sein d'un gouvernement d'union nationale. Il reste à ce poste jusqu'en décembre 2005. Il est le directeur de la campagne de Henri Konan Bédié au premier tour de l'élection présidentielle d'octobre-novembre 2010. Après que Bédié se soit classé troisième et apporte son soutien à Alassane Ouattara, Ahoussou-Kouadio est directeur adjoint de la campagne de Ouattara pour le second tour. Gbagbo et Ouattara annoncent tous deux avoir remporté la victoire au deuxième tour. Ouattara se proclame président et nomme M. Ahoussou-Kouadio au poste de ministre d'État à la Justice et aux Droits de l'Homme le 5 décembre 2010.
Après la crise de 2010-2011, Ahoussou-Kouadio est nommé Premier ministre par le président Ouattara le 13 mars 2012, conformément à la promesse de Ouattara de nommer un membre du PDCI au poste de Premier ministre. En tant que Premier ministre, il conserve le portefeuille de la justice. Cependant, il reste en fonction moins d'un an. Le 21 novembre 2012, le président Ouattara dissout le gouvernement,. Il nomme le ministre des Affaires étrangères, Daniel Kablan Duncan, également membre du PDCI, en remplacement de M. Ahoussou-Kouadio. Ahoussou-Kouadio est par la suite nommé ministre d'État à la présidence le 9 janvier 2013.
Ahoussou-Kouadio est président du conseil régional de Bélier de 2013 à 2018. Au sein du gouvernement nommé le 12 janvier 2016, il occupe le poste de ministre d'État à la présidence du dialogue politique et des relations avec les institutions.
En avril 2018, il est élu président du Sénat ivoirien et est le premier à occuper ce poste.
Ahoussou-Kouadio quitte le PDCI pour le Rassemblement des houphouëtistes pour la démocratie et la paix (RHDP), au pouvoir, en 2019.
En juillet 2020, il suit des soins en Allemagne pour officiellement une Covid-19.
En septembre 2023, il est battu lors des élections sénatoriales. Kandia Camara est élue par le Sénat pour lui succéder. Lors de l'élection régionale dans la région du Bélier, Ahoussou-Kouadio est battu par Raymond Kouakou Konan du PDCI,.
En mai 2024, Jeannot Ahoussou-Kouadio est nommé ministre d'État, conseiller spécial auprès de la présidence de la république de Côte d'Ivoire,. Le 7 janvier 2025, il est remplacé par Patrick Achi.